# Chiffre d'Agapeyeff
Pour les articles homonymes, voir Chiffre (homonymie).
Le chiffre d'Agapeyeff est un message chiffré proposé en 1939 par le cryptographe anglais d'origine russe Alexander d'Agapeyeff dans la première édition de Codes and Ciphers, un ouvrage de cryptographie élémentaire.
Proposé en fin d'ouvrage comme un défi au lecteur, ce chiffre n'a pas été inclus dans les éditions ultérieures de l'ouvrage. Aucune tentative de déchiffrement n'ayant abouti, il est possible que d'Agapeyeff ait chiffré incorrectement son texte clair.
Le message est :

75628 28591 62916 48164 91748 58464 74748 28483 81638 18174

74826 26475 83828 49175 74658 37575 75936 36565 81638 17585

75756 46282 92857 46382 75747 38165 81848 56485 64858 56382

72628 36281 81728 16463 75828 16483 63828 58163 63630 47481

91918 46385 84656 48565 62946 26285 91859 17491 72756 46575

71658 36264 74818 28462 82649 18193 65626 48484 91838 57491

81657 27483 83858 28364 62726 26562 83759 27263 82827 27283

82858 47582 81837 28462 82837 58164 75748 58162 92000